# North West (cantante)
North West (Los Ángeles, California, 15 de junio de 2013) es una cantante, rapera y actriz estadounidense. Miembro de la familia Kardashian-west, apareció en el video musical del sencillo de 2014 de su padre Kanye, "Only One", e hizo varias apariciones en Keeping Up with the Kardashians junto con su madre, Kim Kardashian. Como actriz infantil, hizo su debut cinematográfico como la voz de Mini en PAW Patrol: The Mighty Movie en 2023.
En 2024, interpretó "I Just Can't Wait to Be King" en The Lion King 30th Anniversary – A Live-to-Film Concert Event en el Hollywood Bowl. En febrero de ese año, hizo su debut discográfico con el sencillo de ¥$ "Talking / Once Again", que alcanzó el puesto 40 del Billboard Hot 100. También apareció junto a su hermana Chicago y el rapero Yuno Miles en la canción de 2024 del dúo "Bomb".

## Biografía y carrera

### Familia y antecedentes
North West nació el 15 de junio de 2013 en el Centro Médico Cedars-Sinai en Los Ángeles, California, hija de Kanye West, un rapero, y Kim Kardashian, una personalidad televisiva e hija de Robert Kardashian y Kris Jenner. Las tías y el tío maternos de North son Kourtney Kardashian, Khloé Kardashian y Rob Kardashian, y sus tías maternas son Kendall y Kylie Jenner. Los padres de West se comprometieron en octubre de 2013, se casaron en mayo de 2014, se separaron en febrero de 2021 tras la fallida campaña presidencial de Kanye West en 2020 y se divorciaron en 2022, momento en el que North tenía dos hermanos menores y una hermana menor.
La fecha prevista del parto de West era el 12 de julio de 2013, que habría sido el cumpleaños número 64 de la madre de Kanye, Donda West, y su parto adelantado significó que pasó tiempo en una incubadora. La bautizaron como North porque significaba "punto más alto", aunque Kim prefería el nombre Kaidence; un artículo temprano de Media Take Out informó que su nombre era Kaidence Donda West. El nombre real de North fue filtrado por TMZ, que publicó su certificado de nacimiento. En octubre de 2014, Kim le dijo a GQ que ella y Kanye eligieron el nombre North después de que Pharrell Williams y Anna Wintour lo recomendaran; sin embargo, en enero de 2020, usó un video subido a la cuenta de YouTube de Kylie para afirmar que el nombre North creció en ella después de que Jay Leno lo sugiriera en broma mientras aparecía en su programa de entrevistas.

### Primeras apariciones en los medios
En octubre de 2014, CBS News la describió como uno de los dos bebés más famosos del mundo, junto al príncipe Jorge de Gales. West fue bautizado en la Iglesia Apostólica Armenia en la Catedral de Santiago en Jerusalén en abril de 2015 durante una gira por Medio Oriente, y asistió a la Escuela Sierra Canyon, a la que anteriormente habían asistido Kendall y Kylie. Al crecer, estuvo involucrada en varios de los emprendimientos de sus padres; apareció en el video musical de "Only One" de Kanye en enero de 2015, mientras que en abril de 2016, Kardashian usó un episodio del programa de entrevistas de su hermana Kocktails with Khloé para señalar que North había tirado por el inodoro un iPhone que contenía un borrador preliminar del álbum de Kanye, The Life of Pablo, lo que llevó a Kanye a tener que volver a grabarlo desde cero. También hizo apariciones en el programa de su familia Keeping Up with the Kardashians.
A los cinco años apareció en la portada de la edición anual Beauty Inc. Women's Wear Daily. En marzo de 2023, Kim solicitó varias marcas comerciales a nombre de North, y en septiembre de 2023, North, Saint y Kim prestaron su voz a Mini, Meteor Max y Delores en PAW Patrol: The Mighty Movie. Al mes siguiente, cuando ya había acompañado a su madre a múltiples eventos en Los Ángeles y en el extranjero, concedió una entrevista en solitario a iD, en la que expresó varias de sus esperanzas y sueños.

### "Talking / Once Again" yThe Lion King
En febrero de 2024, Kanye West lanzó un video de "Talking / Once Again", una canción de ¥$, un supergrupo formado por él mismo y Ty Dolla Sign, que incluía un verso invitado de North; tras su lanzamiento a finales de ese mes como parte del álbum del grupo Vultures 1, la contribución de North fue señalada por NME como un punto culminante poco común de un álbum por lo demás implacablemente misógino. Más tarde ese mes, la canción alcanzó el puesto número 30 en el Billboard Hot 100, y la interpretó en el Accor Arena. Anunció su álbum debut, Elementary School Dropout, en una actuación el 10 de marzo en Arizona promocionando el segundo álbum de ¥$ Vultures 2; el título hacía referencia al álbum de Kanye de 2004, The College Dropout. Luego le dio una entrevista a Jazlyn, que entonces tenía trece años, de Jazzy's World TV en Rolling Loud, y luego, en abril de 2024, ¥$ subió un segundo video musical para la canción, que había sido codirigido y escrito por North, y presentaba escenas de ella con Kanye y con un grupo de personas de su misma edad.
En mayo de 2024, se anunció que actuaría en The Lion King 30th Anniversary - A Live-to-Film Concert Event en el Hollywood Bowl más tarde ese mes. Deadline Hollywood dibujó paralelos con el entonces reciente anuncio de que Blue Ivy Carter, la hija de Beyoncé y Jay-Z, había sido contratado para un papel en Mufasa: The Lion King. Para su actuación de "I Just Can’t Wait to Be King", West fue equipada por ERL Clothing, que la puso en una sudadera con capucha peluda amarilla, con pantalones cortos a juego, calcetines y zapatillas peludas. Su actuación fue elogiada por Jason Weaver, quien cantó la voz del joven Simba en esa película; sin embargo, algunos comentaristas de medios sociales sintieron que West solo había sido contratada debido a la fama de sus padres.En agosto de 2024, ella y su hermana Chicago fueron presentados en la canción "Bomb" del álbum de ¥$, Vultures 2, en el que North rapeaba en japonés.